# Afghanistan pourquoi ?
Afghanistan pourquoi ? est un film marocain réalisé par Abdellah Mesbahi, réalisé en 1983. Ce film qui traite de l'invasion soviétique de l'Afghanistan a été censuré en 1984,.

## Synopsis
Un professeur travaillant à l’Université de Kaboul résiste comme il peut à l’occupation soviétique de son pays.

## Fiche technique
- Titre original : أفغانستان لماذا ؟
- Réalisation : Abdellah Mesbahi
- Scnério : Abdellah Mesbahi
- Photographie : Abdelaâziz Fahmi
- Pays d'origine : Maroc
- Format :
- Durée :

## Distribution
- Souad Hosni
- Giuliano Gemma : Général Suraj, le chef de la sûreté à Kaboul
- Chuck Connors : le colonel russe
- Marcel Bozzuffi
- Amidou
- Irène Papas
- Abdallah Ghaït
- Babrak Karmal
- Telly Savalas
- Alfonso Delgado